# Елерхоп
Елерхоп (њем. Ellerhoop) општина је у њемачкој савезној држави Шлезвиг-Холштајн. Једно је од 49 општинских средишта округа Пинеберг. Према процјени из 2010. у општини је живјело 1.361 становника. Посједује регионалну шифру (AGS) 1056014.

## Географски и демографски подаци
Елерхоп се налази у савезној држави Шлезвиг-Холштајн у округу Пинеберг. Општина се налази на надморској висини од 11 метара. Површина општине износи 10,8 km². У самом мјесту је, према процјени из 2010. године, живјело 1.361 становника. Просјечна густина становништва износи 126 становника/km².

## Међународна сарадња
| Мјесто     | Држава               | Врста сарадње | Од    |
| ---------- | -------------------- | ------------- | ----- |
| Херст Грин | Уједињено Краљевство | партнерство   | 2000. |
| Извор      |                      |               |       |